# Rettbergsaue
Le Rettbergsaue, anciennement, Karthäuseraue ou Île des Chartreux est une île du Rhin entre Mayence et Wiesbaden-Biebrich en Allemagne. L'ile est d'une longueur de 3100 m sur les bords du Rhin entre les kilomètres fluviaux  501,9 à 505,0. Sa surface est d'environ 68 hectares, ce qui en fait l'une des plus grandes îles fluviales de l'Allemagne. 

## Accès
Le pont Schiersteiner Brücke avec le Bundesautobahn 643 entre Mombach et Schierstein prend appui sur l'ile. Une 

## Histoire
Pendant la Première République française et le Premier Empire 1798 à 1814 l'île fut française. Après le traité de Campo-Formio les territoires de la rive gauche du Rhin furent annexés à la France, et l'île fut intégrée au canton d'Ober-Ingelheim dans l'arrondissement de Mayence du nouveau département du Mont-Tonnerre. Le nom Rettbergsaue vient de Freiherr Carl von Rettberg, premier-lieutenant du duc de Nassau Guillaume. Il achète l'île voisine du château de Biebrich en 1832, à la suite de la sécularisation.

## Économie
Les principales entreprises de l'ile se situent sur les rives du Rhin : les plages de Schierstein et Biebrich. 